# 田中俊次
田中 俊次（たなか しゅんじ、1956年6月10日 - ）は、日本の裁判官。大阪高等裁判所部総括判事等を経て、大阪家庭裁判所所長。

## 人物・経歴
1980年神戸大学法学部卒業。1982年裁判官任官、大阪地方裁判所判事補。大阪地方裁判所部総括判事、神戸地方裁判所尼崎支部長などを経て、2014年長崎家庭裁判所所長。同年長崎地方裁判所所長。2015年福岡高等裁判所部総括判事。2017年大阪高等裁判所部総括判事。2019年大阪家庭裁判所所長。2021年尼崎簡易裁判所判事。

## 裁判
- 松井一郎大阪府知事による文書非公開決定に違法性があるとし、大阪府に対する国家賠償請求権を認めた[6]。
- 姫路市立中学校でいじめの存在を隠すために、骨折した生徒が診療を受けた病院で階段から落ちてけがをしたとの虚偽の説明をさせたとして、兵庫県教育委員会から停職処分を受け退職した教諭に対し、「停職は重すぎる」として処分の取消し及び慰謝料を認めた[7][8]。この判決は最高裁で破棄された[9]。